# 背其遗址
背其遗址，位于中国青海省循化县街子乡果什滩村，为青海省市县级文物保护单位，公布日期为1987年6月10日，类型为古遗址。
背其遗址的历史年代为马家窑类型、卡约文化。